# Albert Pollard
Albert Frederick Pollard (ur. 1869, zm. 1948) – brytyjski historyk.

## Życiorys
W 1903 został profesorem w University College London (w Londynie). Był jednym ze współzałożycieli Towarzystwa Historycznego oraz wydawcą czasopisma History. Z jego inicjatywy powstał w 1920 Instytut Badań Historycznych. Był współwydawcą angielskiego Słownika Biograficznego, do którego napisał około 500 haseł. Opublikował m.in. tom Politycznej historii Anglii (okres 1547–1603) i w 1902 biografię Henryka VIII.
Uważany jest za jednego z najwybitniejszych znawców epoki Tudorów (1485–1603). Bronił kontrowersyjnego angielskiego króla Henryka VIII.

## Przekłady na język polski
- Henryk VIII, wyd. I-sze 1979, II-gie 1988; seria Biografie Sławnych Ludzi[1]